# Temporada de ciclones en la región australiana de 2000-01
La temporada de ciclones en la región australiana de 2000-01 fue una temporada de ciclones tropicales por debajo del promedio. Comenzó el 1 de noviembre de 2000 y finalizó el 30 de abril de 2001. El plan operativo regional de ciclones tropicales también define un año de ciclones tropicales por separado de una temporada de ciclones tropicales, que va desde el 1 de julio de 2000 hasta el 30 de junio de 2001. El ámbito de la región de Australia es limitada a todas las zonas al sur del Ecuador, al este de los meridianos 90°E y al oeste del 160°E. Esta área incluye Australia, Papúa Nueva Guinea, el oeste de las Islas Salomón, Timor Oriental y el sur de Indonesia.
Los ciclones tropicales en esta zona son monitoreadas por cinco centros meteorológicos y son el Centro de Alerta de Ciclones Tropicales (TCWCs): laOficina de Meteorología Australiana en Perth, Darwin y Brisbane; TCWC Yakarta en Indonesia; y TCWC Port Moresby en Papúa Nueva Guinea. El Centro Conjunto de Advertencia de Tifones da avisos no oficiales a la región, designando a las depresiones tropicales, con el sufijo "S" cuando se forman al oeste del meridiano 135°E, y con el sufijo "P" cuando se forman al este del meridiano 135°E.

## Ciclones tropicales

### Ciclón tropical severo Sam
Sam se originó a partir de una depresión tropical que se formó en el mar de Arafura el 28 de noviembre. Siguiendo generalmente hacia el oeste, el área inicial de baja presión permaneció generalmente débil hasta que entró en el mar de Timor, momento en el que se había convertido en un ciclón tropical el 5 de diciembre. Aunque una dorsal subtropical estaba empujando al ciclón hacia el oeste en ese momento, una vaguada de onda corta que se acercaba hizo que Sam siguiera hacia el sur al día siguiente, hacia la costa australiana. Durante su progresión hacia el sur, Sam se intensificó rápidamente y alcanzó su máxima intensidad el 7 de diciembre. Al día siguiente, la tormenta tocó tierra cerca de Lagrange, Australia Occidental con la misma intensidad. Una vez tierra adentro, Sam tardó en debilitarse a medida que recurría hacia el este y persistió durante casi una semana tierra adentro antes de disiparse el 14 de diciembre.
A lo largo de su existencia, el ciclón Sam trajo fuertes lluvias a una amplia franja del norte de Australia. Las precipitaciones alcanzaron un máximo de 520 mm (20 pulgadas) en Shelamar durante un período de 48 horas que finalizó el 11 de diciembre. Al tocar tierra, los daños fueron considerables, aunque localizados. La mayor parte de la destrucción causada por Sam ocurrió cerca de la costa, particularmente en Bidyadanga y Anna Springs Station. Algunos edificios sufrieron daños considerables y se talaron árboles y líneas eléctricas, lo que provocó algunos cortes de energía. En alta mar, se temía que 163 inmigrantes ilegales a bordo de dos embarcaciones se hubieran ahogado, lo que convertiría a Sam en uno de los ciclones más mortíferos de la historia de Australia. Sin embargo, estas personas fueron contabilizadas más tarde.

### Otras sistemas
- El 28 de noviembre, se formó una baja tropical cerca de Christmas Island. Moviéndose hacia el sureste, la baja se observó por última vez al sur-suroeste de Yakarta el 30 de noviembre.
- El 4 de diciembre, el TCWC Brisbane informó que se formó una baja tropical cerca de la punta de la península de Cape York. Moviéndose hacia el suroeste, la responsabilidad principal de la baja tropical pasó al TCWC Darwin de TCWC Brisbane cuando la baja tocó tierra cerca de Alyangula. Se anotó por última vez el 6 de diciembre.
- El 7 de enero, el TCWC Darwin informó que se desarrolló una baja tropical al noroeste de las islas Tiwi. La baja se movió lentamente hacia el sur-suroeste, antes de que se notara por última vez en el interior, cerca de Katherine.
- Otra baja tropical se formó el 16 de marzo cerca de Christmas Island. La cizalladura del viento impidió una mayor intensificación y se disipó al día siguiente.
- El 4 de abril, se formó una débil depresión tropical al norte de Nhulunbuy. Fue visto por última vez al día siguiente.